# Željko Ivanek
Željko Ivanek, ameriško-slovenski televizijski, filmski in gledališki igralec, * 15. avgust 1957, Ljubljana.
Ivanek je bil rojen v Ljubljani, v ZDA je emigriral s starši leta 1960, ko mu je bilo tri leta. Diplomiral je na Univerzi Yale leta 1978. 
Znan je predvsem po vlogi Raya Fiskeja v dramski seriji Nevarna igra, za katero je leta 2008 prejel tudi emmyja za najboljšega stranskega igralca v dramski seriji, igral pa je tudi serijah Homicide: Life on the Street, Oz in Heroji.

## Filmografija
| Leto | Film                     | Vloga                           |
| ---- | ------------------------ | ------------------------------- |
| 1982 | The Soldier              | izdelovalec bomb                |
| 1982 | Tex                      | štopar                          |
| 1982 | The Sender               | neznanec #83/pošiljatelj        |
| 1984 | Mass Appeal              | Mark Dolson                     |
| 1987 | Rachel River             | Momo                            |
| 1990 | Umetni raj               | Willy                           |
| 1992 | School Ties              | g. Cleary                       |
| 1996 | White Squall             | poveljnik obalne straže Sanders |
| 1996 | Courage Under Fire       | Ben Banacek                     |
| 1996 | Infinity                 | Bill Price                      |
| 1996 | The Associate            | agent SEC Thompkins             |
| 1997 | Donnie Brasco            | Tim Curley                      |
| 1997 | Julian Po                | Tom Potter                      |
| 1998 | Nowhere to Go            | Ravnatelj Jack Walker           |
| 1998 | A Civil Action           | Bill Crowley                    |
| 1999 | Snow Falling on Cedars   | dr. Whitman                     |
| 2000 | Dancer in the Dark       | državni tožilec                 |
| 2001 | Hannibal                 | dr. Cordell Doemling            |
| 2001 | Sestreljeni črni jastreb | Harrell                         |
| 2002 | Nezvesta                 | detektiv Dean                   |
| 2003 | Dogville                 | Ben                             |
| 2004 | The Manchurian Candidate | Vaughn Utly                     |
| 2005 | Manderlay                | dr. Hector                      |
| 2006 | Prevara                  | Ralph Graves                    |
| 2007 | Ascension Day            | Master Travis                   |
| 2007 | Umri pokončno 4          | Molina                          |
| 2007 | Nevarna Igra (serija)    | Ray Fiske                       |
| 2008 | Morilca na kolektivca    | Kanadčan                        |
| 2008 | John Adams               | John Dickinson                  |
| 2009 | Heroji (serija)          | Emile Danko                     |
| 2009 | Big Love (serija)        | JJ                              |
| 2012 | Misija Argo              | Robert Pender                   |